# FM-Schwelle
Die FM-Schwelle (englisch FM threshold effect) ist bei Winkelmodulationsverfahren wie der Frequenzmodulation (FM) ein Grenzwert der Signalleistung, bei dessen Unterschreitung es zu deutlichen Störungen des zu übertragenden Signals kommt.

## Hintergrund
Jede Signalübertragung beansprucht eine minimale Bandbreite, die von den Filtern des Empfängers durchgelassen werden muss, um Verzerrungen zu vermeiden. Auf dem Übertragungsweg oder auch im Empfänger selbst wird immer störendes Rauschen addiert, das geringer als das Nutzsignal sein soll. Bei Winkelmodulationen beobachtet man, dass das Signal-Rausch-Verhältnis (SNR) nach dem Demodulator deutlich vom Träger-Rausch-Verhältnis (CNR) der modulierten Hochfrequenz vor dem Demodulator abweicht:
- Für Signalleistungen unterhalb der FM-Schwelle ist das Rauschen erheblich verstärkt.
- Für hohe Signalleistungen verringert die Demodulation das Rauschen.

Der Übergang zwischen beiden Bereichen wird als FM-Schwelle bezeichnet. Der konkrete Wert der FM-Schwelle hängt unter anderem vom verwendeten Modulationsindex und der Art des FM-Demodulators ab. Übliche Werte liegen bei einem Signal-Rausch-Verhältnis des modulierten Trägers im Bereich von 10 bis 20 dB.
Bei der Amplitudenmodulation (AM), diese zählt nicht zu den Winkelmodulationen, degradiert das SNR kontinuierlich. Das ist ein Grund, weshalb beim Flugfunk AM verwendet wird.

## Beschreibung

Bereich der FM-Schwellen bei Variation des Modulationsindexes rot hinterlegt. Die Vergleichsgerade gilt für AM mit Synchrondemodulator.

Das Signal-Rausch-Verhältnis vor dem Demodulator wird im Folgenden als CNR, das SNR des demodulierten Nutzsignals im Basisband als SNR bezeichnet. In nebenstehender Skizze ist zur Verdeutlichung der FM-Schwelle das SNR als Funktion von CNR aufgetragen. Der Zusammenhang der beiden Signal-Rausch-Verhältnisse ist oberhalb der FM-Schwelle über folgende lineare Gleichung gegeben:
{\displaystyle \mathrm {SNR_{B}} =\mathrm {SNR_{C}} +\mathrm {Gain_{FM}(\eta )} }
Der Summand {\displaystyle \mathrm {Gain_{FM}(\eta )} } steht für den sogenannten Modulationsgewinn, welcher
unter anderem von dem Modulationsindex {\displaystyle \eta } abhängt. Je nach Modulationsindex {\displaystyle \eta } liegt dieser Gewinn im Bereich einiger dB bis zu Werten um 20 dB. Eine Verdoppelung des Modulationsindexes bewirkt eine Verbesserung des SNR um etwa den Faktor 4 bzw. 6 dB (Dieser Zusammenhang gilt jedoch nur bei kleinen {\displaystyle \eta }, bei {\displaystyle \eta \gtrapprox 3} verhält sich der Modulationsgewinn eher wie eine kubische Funktion).
Bei größerem Modulationsindex steigt die Carson-Bandbreite des modulierten Signals und gleichzeitig steigen durch den Modulationsgewinn das SNR und die FM-Schwelle als Knick im Verlauf, im Diagramm als rot hinterlegter Bereich dargestellt. Dieser wird im Diagramm nach rechts verschoben. Daraus ergibt sich, dass bei höherem Modulationsindex {\displaystyle \eta } ein größeres CNR benötigt wird, um über der FM-Schwelle zu bleiben (gilt nur für alte Demodulationsverfahren wie z. B. den Gegentakt-Flanken-Diskriminator, nicht für PLL-Demodulatoren). Die Punkteschar der FM-Schwellen liegt, als primäre Funktion des Modulationsindexes, im Bereich von 10 dB bis knapp über 20 dB CNR.
Bleibt die CNR vor einem FM-Demodulator über der FM-Schwelle, so kann die nach dem Demodulator erzielte SNR alternativ mit einer höheren Bandbreite und geringeren Leistung im HF-Bereich erreicht werden. Oberhalb der FM-Schwelle können Leistung und Bandbreite gegeneinander ausgetauscht werden. Der erzielbare Modulationsgewinn wird z. B. in der Satellitenkommunikation genutzt, um Leistung und somit Gewicht zu sparen.

## Auswirkungen
Unterhalb der FM-Schwelle kommt es zu massiven Störungen im Basisbandsignal, was sich im Diagramm durch einen fast senkrechten Abfall unterhalb der FM-Schwelle auf Werte um 0 dB SNR und einen negativen Modulationsgewinn darstellt. Bei Sprachübertragung bedeutet das ein drastisches Ansteigen des Rauschpegels bei nur Unterschreitung einer gewissen Mindestfeldstärke, was in Funksprechgeräten durch eine Rauschsperre detektiert wird und zur Abschaltung des Lautsprechers führt.
Speziell beim UKW-Empfang durch Autoradios können so große Feldstärkeschwankungen auftreten, dass ein entfernterer Sender kurzzeitig höhere Feldstärke erzeugt. Dann führt der Schwelleneffekt dazu, dass das jeweils stärker einfallende Sendesignal demoduliert und das schwächere ähnlich wie Rauschen fast vollständig unterdrückt wird.